# El Canelillo
El Canelillo är en ort i Mexiko.   Den ligger i kommunen Coatlán del Río och delstaten Morelos, i den sydöstra delen av landet, 80 km söder om huvudstaden Mexico City. El Canelillo ligger 1 104 meter över havet och antalet invånare är 182.
Terrängen runt El Canelillo är lite bergig. Runt El Canelillo är det ganska tätbefolkat, med 160 invånare per kvadratkilometer. Närmaste större samhälle är La Joya, 10,1 km söder om El Canelillo. I omgivningarna runt El Canelillo växer huvudsakligen savannskog.